# 樊 (姓)
樊（はん）は、漢姓のひとつ。『百家姓』の157位。

## 中国
2020年の中華人民共和国の統計では人数順の上位100姓に入っておらず、台湾の2018年の統計では157番目に多い姓で、3,736人がいる。

### 起源
『元和姓纂』や『通志』氏族略らの記載によると、宣王時期に、宣王は文王の子の虞仲の末裔の仲山甫を樊邑（現在の陝西省西安市長安区の南東）に封じた。仲山甫は姓を樊に改めたため、樊姓の始祖となる。

### 主要な人物
- 樊於期 - 秦から燕に亡命した将軍。
- 樊噲 - 前漢の将軍。
- 樊稠 - 後漢の人物。董卓配下。
- 樊氏 - 後漢の女性。趙範の兄の妻。諱は不詳。
- 樊建 - 蜀漢〜西晋の人物。
- 樊少皇 - 香港の俳優。
- 樊振東 - 中華人民共和国の卓球選手。

## 朝鮮
樊（ポン）は、朝鮮人の姓の一つである。2015年の韓国の統計では6人がいる。

### 人口と割合
| 年度   | 人口 | 世帯数 |
| ------ | ---- | ------ |
| 1985年 |      |        |
| 2000年 |      |        |
| 2015年 | 6人  |        |